# Паттон Тауншип (округ Сентер, Пенсільванія)
Паттон Тауншип (англ. Patton Township) — селище (англ. township) в США, в окрузі Сентр штату Пенсільванія. Населення — 15 650 осіб (2020).

## Демографія
Згідно з переписом 2010 року, у селищі мешкало 15 311 осіб у 6874 домогосподарствах у складі 2920 родин. Було 7306 помешкань
Расовий склад населення:
| - 83,3 % — білих - 7,9 % — азіатів - 5,7 % — чорних або афроамериканців - 0,1 % — вихідців з тихоокеанських островів - 0,1 % — корінних американців |

До двох чи більше рас належало 2,1 %. Частка іспаномовних становила 3,2 % від усіх жителів.
За віковим діапазоном населення розподілялося таким чином: 14,6 % — особи молодші 18 років, 76,5 % — особи у віці 18—64 років, 8,9 % — особи у віці 65 років та старші. Медіана віку мешканця становила 27,0 року. На 100 осіб жіночої статі у селищі припадало 107,4 чоловіків;  на 100 жінок у віці від 18 років та старших — 108,3 чоловіків також старших 18 років.
Середній дохід на одне домашнє господарство  становив 77 687 доларів США (медіана — 58 220), а середній дохід на одну сім'ю — 105 583 долари (медіана — 80 133). Медіана доходів становила 45 432 долари для чоловіків та 44 500 доларів для жінок. За межею бідності перебувало 20,8 % осіб, у тому числі 4,6 % дітей у віці до 18 років та 2,1 % осіб у віці 65 років та старших.
Цивільне працевлаштоване населення становило 8353 особи. Основні галузі зайнятості: освіта, охорона здоров'я та соціальна допомога — 38,0 %, роздрібна торгівля — 12,8 %, мистецтво, розваги та відпочинок — 11,3 %, науковці, спеціалісти, менеджери — 11,1 %.